# Entrada Universitaria de Cochabamba
La Entrada Universitaria de Cochabamba es una entrada folklórica en la que participan los estudiantes del sistema universitario de la ciudad de Cochabamba y de otras ciudades de Bolivia. Esta fiesta es organizada por la Universidad Mayor de San Simón y se celebra en el mes de noviembre, el último sábado del mes. 
La primera entrada universitaria en Cochabamba se desarrolló a finales de los años 90. Desde entonces, participan más personas cada año y se bailan más danzas. El recorrido comienza en puertas de la UMSS, en la calle Jordán y Oquendo, sigue por la avenida Heroínas, pasa por la plaza Colón, atraviesa El Prado y termina en la Plaza de las Banderas.Como parte de las actividades de la entrada se elige a la Ñusta San Simón en un evento de beneficencia. También se lleva a cabo un convite la semana previa a la entrada.
El año 2023 participaron 42 fraternidades locales, 15 invitadas y 8 de fuera de Cochabamba. Debido a los conflictos políticos del año 2019 en Bolivia y a la pandemia de Covid-19 la entrada se canceló los años 2019, 2020 y 2021, volviendo a realizarse a partir de 2022. 